# Emerald City
Emerald City é uma série americana de televisão de fantasia desenvolvida para a NBC por Matthew Arnold e Josh Friedman, baseada na série de livros de Oz escrita por L. Frank Baum, situado na fictícia Terra de Oz. Dirigido por Tarsem Singh e estrelado por Adria Arjona, Oliver Jackson-Cohen, Ana Ularu e Vincent D'Onofrio, Cidade das Esmeraldas estreou em 6 de janeiro de 2017 na NBC com 10 episódios na primeira temporada.

## Enredo
Depois de ser transportado de Lucas, Kansas para a Terra de Oz por um tornado, com apenas 20 anos Dorothy Gale tenta encontrar o Mágico, sem saber que ela está prestes a cumprir uma profecia que irá mudar a vida de todos para sempre.

## Elenco

### Principal
- Adria Arjona como Dorothy Gale: uma enfermeira de Lucas, Kansas que embarca em uma perigosa jornada para a Cidade das Esmeraldas, na tentativa de conhecer o Mágico e encontrar seu caminho de volta para casa.[1]
- Oliver Jackson-Cohen como Lucas/Roan (Espantalho): um homem que começa a acompanhar Dorothy, tentando recuperar sua memória perdida mas acaba se apaixonando por ela.
- Ana Ularu como Bruxa do Oeste: viciada em ópio e dona de um bordel, ela usa suas habilidades mágicas, apesar de culpar a magia por não conseguir salvar suas companheiras bruxas.
- Mido Hamada como Eamonn (Leão): um leal membro da Guarda do Mágico, é pessoalmente encarregado de encontrar Dorothy, antes que ela chegue a Cidade das Esmeraldas, e fazer o que for preciso para impedir a Besta Eterna de voltar.
- Gerran Howell como Jack (Homem de Lata): um jovem que é reanimado depois de um terrível acidente e forçado a servidão só para encontrar-se cada vez mais perto de sua nova amante.
- Jordan Loughran como Tip/Princesa Ozma: uma jovem garota que se propõe a descobrir seu verdadeiro eu, depois de ser liberada de um feitiço que a manteve na forma de um menino a maior parte de sua vida.
- Joely Richardson como Glinda: a Bruxa do Norte, que dirige um orfanato para os novos membros do Conselho do Mágico, ela mantem um profundo ódio do Mágico, desde que ele proibiu o uso da magia.
- Vincent D'Onofrio como Mágico de Oz/Frank Morgan: uma figura enigmática, que procurou reinventar-se, para se adequar a Oz e, ao fazê-lo, criou um mundo onde a magia é proibida por lei.

### Recorrente
- Florence Kasumba como East: a Bruxa do Leste, uma das Bruxas Cardeais - as quatro mais poderosas das mais de 1.000 bruxas em Oz. East criou a Prisão do Abjeto, mantendo bruxas que praticavam magia ilegalmente. East mantém acordos com o Mago para seus próprios propósitos e está lutando contra sua irmã Glinda.
- Isabel Lucas como Anna: um membro do Conselho do Mágico, que logo se torna o seu mais próximo membro depois de desafiar sua teoria sobre a Besta Eterna voltar.
- Roxy Sternberg como Elizabeth: um membro do Conselho do Mágico, que está determinada a provar a si mesma e a proteger Oz da Besta Eterna.
- Stefanie Martini como a princesa Langwidere: a excêntrica Princesa de Ev , que deseja vingança contra o Mágico por deixar sua mãe e de seu povo morrerem pelas mãos da Besta Eterna.
- Ólafur Darri Ólafsson como Ojo: um membro da tribo dos Munchkin, que está determinado a fazer o que for preciso para salvar sua esposa da Prisão do Objeção.

## Produção
A série foi criada por Matthew Arnold , que criou uma narrativa alternativa e sombria de O mágico de Oz, para Universal Television. Arnold escreveu o roteiro piloto, que, em seguida, recebeu ordem para escrever mais 10 episódio para NBC. Josh Friedman foi encarregado como continuista.
A série foi originalmente programado para ir ao ar em 2015, com filmagens previstas para começar em 2014, no Entanto, foi cancelado antes de entrar em produção devido a diversidades criativas entre Friedman e o estúdio.
Em 15 de abril de 2015, a NBC decidiu ir em frente com a série. Em 14 de julho de 2015, foi anunciado que Tarsem Singh iria dirigir todos os dez episódios da primeira temporada, com David Schulner como novo continuista, substituindo Josh Friedman, e Shaun Cassidy que virou produtor executivo.

## Cancelamento
Em Maio de 2017, a NBC anunciou o cancelamento da série, com apenas uma temporada exibida. Ela já havia sido cancelada uma primeira vez; em 2014, antes mesmo de começarem as produções.
Segundo a NBC, a série não criou a conexão esperada com o público e não recebeu bons elogios da crítica.

## Episódios
1ª Temporada
| Nº do Episódio | Título original Título nacional                         | Diretor      | Roteirista                                                   | Exibição original       | Audiência nos E.U.A. (Milhões) |
| --- | ------------------------------------------------------- | ------------ | ------------------------------------------------------------ | ----------------------- | ------------------------------ |
| 1 | "The Beast Forever" "A Besta Eterna"                    | Tarsem Singh | Matthew Arnold, Josh Friedman e Matthew Arnold               | 6 de Janeiro de 2017    | 4.49                           |
| Dorothy Gale, uma enfermeira do Kansas de 20 anos, quer renovar seu relacionamento com sua mãe biológica Karen, que a deu para adoção. Durante uma tempestade, Dorothy vai para o trailer de Karen, encontrando um cadáver dentro e sua mãe deitada ferida em um abrigo de tempestade. Dorothy é confrontada por um policial, mas ela se esconde em seu carro do policial, o tornado transporta ela e um cão policial para a Terra de Oz, durante a queda, Dorothy atropela a Bruxa do Leste. Capturada por uma tribo liderada por Ojo, Dorothy é avisada que a morte da bruxa fará dela um alvo do Mágico e das outras bruxas, Glinda e Bruxa do Oeste. Dorothy viaja para a Cidade das Esmeraldas com Totô, no caminho encontra um homem crucificado, ele esta com amnésia, então ela o chama de Lucas. Os dois são confrontados pela Bruxa do Leste, que não morreu, mas Dorothy a engana e ela disparar contra a própria cabeça usando uma arma. O Mágico Manda seu soldado Eamonn para encontrar Dorothy. |                                                         |              |                                                              |                         |                                |
| 2 | "Prison of the Abject" "Prisão da Objeção"              | Tarsem Singh | Matthew Arnold, Josh Friedman, Justin Doble e David Schulner | 6 de Janeiro de 2017    | 4.49                           |
| Glinda e a Bruxa do Oeste se preparam para armazenar a alma da Bruxa do Leste no seu templo sagrado, selado pelo Mágico de acordo com sua proibição de magia. O Mágico abre a cerimônia ao público, o ritual aterrorizando-os e mudando sua visão, uma vez respeitada, das bruxas. Eamonn e um grupo de soldados acompanham Dorothy, mas quando um de seus subordinados tenta matá-lo para que possam ir para casa, Eamonn os mata sem que ninguém veja. Lucas cai doente, Dorothy levá-lo para a bruxa Mombi para socorre-lo. Mombi diz que a espada que Lucas carrega pertence a um dos soldados do Mágico, que perseguem os praticantes de magia. Dorothy descobre um esconderijo onde Tip está preso, mas Mombi alega que é para o seu próprio bem, uma vez que ele está doente. Mombi envenena Lucas, mas Dorothy o cura. Libera a ponta com a ajuda de seu amigo Jack, ambos os meninos que fujam na noite. Mombi tenta assassinar Dorothy, mas Lucas a apunhala com a espada antes de a espancar até a morte, embora se entenda que ela sobreviveu. No dia seguinte, Jack descobre que Tip se transformou em uma garota.                                           |                                                         |              |                                                              |                         |                                |
| 3 | "Mistress New-Mistress" "Senhora Nova-Senhora"          | Tarsem Singh | Justin Doble, Nichole Beattie e David Schulner               | 13 de Janeiro de 2017   | 3.22                           |
| Dorothy, Lucas e Totô viajam para a Cidade das Esmeraldas, mas descobrem as ordens do Mágico para matar Dorothy. Eles vão para o castelo da Bruxa do Leste, onde Dorothy tem esperança de conseguir outro tornado para voltar para casa. Ela se apresenta como sucessora da Bruxa do Leste e pede para usar suas Manoplas Rubi que pegou da Bruxa do Leste parar controlar o tempo. Dorothy é sugada para o tornado, e vê sua mãe Karen, percebendo que ela estava em Oz. O castelo da Bruxa do Leste é destruído pelo tornado. Enquanto isso, em Oz, três feiticeiras se suicidam publicamente e o Mágico pede a Anna que investigue. Ela descobre que ele não tem magia e é presa imediatamente. Tip e Jack viajam para a Terra de Ev para encontrar mais remédios, mas um químico explica que o remédio estava suprimindo a verdadeira forma de Tip, que na verdade ele sempre foi uma menina. Jack beija Tip para convence-la e ela acaba o empurrando com raiva de uma varanda. |                                                         |              |                                                              |                         |                                |
| 4 | "Science and Magic" "Ciência e Magia"                   | Tarsem Singh | Sheri Holman e Shaun Cassidy                                 | 20 de Janeiro de 2017   | 2.83                           |
| Dorothy e Lucas encontram uma menina muda enquanto viajando através de uma floresta. Dorothy a leva para a aldeia vizinha, mas descobre Eamonn e seus soldados estão patrulhando. A menina é levada embora por um casal, mas Dorothy encontra seus captores foram transformados em pedra. Eamonn confronta Dorothy, reconhecendo a espada de Lucas que ela carregava. Dorothy e Lucas escapam, após se beijarem na floresta, eles adormecem. No dia seguinte, Lucas é encontrado por Eamonn e Dorothy é nocauteado por Ojo. O Mágico e Anna encontram um portal mágico na vila de Nimbo, que logo desaparece. O Mágico chantageia o ancião da aldeia a aceitar a ciência. Tip contempla o suicídio depois de aparentemente matar Jack, mas é levado para a casa de Glinda, dada a escolha de se juntar às freiras de Glinda ou às prostitutas de Bruxa do Oeste; Tip escolhe a Bruxa do Oeste depois que ela promete ensinar Tip como usar magia. Jack é salvo por uma cirurgiã chamada Jane, e recebe um novo corpo mecânico. Ele tem dificuldade em se adaptar a sua nova condição, e encontra a excêntrica Princesa Langwidere, a quem Jane já vendeu-o como um servo. |                                                         |              |                                                              |                         |                                |
| 5 | "Everybody Lies" "Todo Mundo Mente"                     | Tarsem Singh | Halley Gross e Naomi Hisako Izuka                            | 27 de Janeiro de 2017   | 2.79                           |
| Desesperadamente procurando vingança pela morte de sua irmã, a Bruxa do Oeste rastreia Dorothy e usa técnicas de interrogatório encantado para obter as informações de que precisa. O Mágico procura a ajuda do Reino de Ev para construir um arsenal de armas para ajudá-lo a derrotar a Besta Eterna. Enquanto isso, um velho conhecido pode ter a chave para Lucas recuperar suas memórias perdidas |                                                         |              |                                                              |                         |                                |
| 6 | "Beautiful Wickedness" "Bela Malvadez"                  | Tarsem Singh | Leah Fong e Kelly Sue DeConnick                              | 3 de Fevereiro de 2017  | 2.42                           |
| O confronto de Dorothy com o Mágico a aproxima mais de descobrir a verdade sobre seu passado. A tentativa de Lucas de recuperar sua memória pode levá-lo a aliar-se com a Bruxa do Oeste. O Mágico executa um plano com Langwidere. |                                                         |              |                                                              |                         |                                |
| 7 | "They Came Firs" "Eles Vieram Primeiro"                 | Tarsem Singh | Tracy Bellomo                                                | 10 de Fevereiro de 2017 | 2.34                           |
| Quando o poder do Mágico é ameaçado, ele lança um ataque contra uma aldeia e pede ajuda a Bruxa do Oeste. Dorothy e Lucas tentam manter Silvie segura para obter a ajuda de Glinda. Langwidere recebe o fardo de sua nova autoridade. |                                                         |              |                                                              |                         |                                |
| 8 | "Lions in Winter" "Leões no Inverno"                    | Tarsem Singh | Shaun Cassidy                                                | 17 de Fevereiro de 2017 | 2.47                           |
| Dorothy e Lucas chegam ao castelo de Glinda. O Mágico se dirige ao Reino de Ev para construir seu arsenal de armas de fogo. A Bruxa do Oeste usa um feitiço perigoso para ajudar Tip a se reconectar com seu passado. Jack tenta encontrar seu lugar na vida ao lado de Langwidere. |                                                         |              |                                                              |                         |                                |
| 9 | "The Villain That's Become" "Os Que Se Tornaram Vilões" | Tarsem Singh | Tracy Bellomo                                                | 24 de Fevereiro de 2017 | 2.36                           |
| À medida que o Mágico chega ao Reino de Ev, uma intensa negociação pode levar a um impasse com Langwidere. Dorothy e Lucas encontram-se em lados opostos. Enquanto isso, Jack toma uma decisão que pode ter consequências mortais. Em outro lugar, Tip e a Bruxa do Oeste solidificam sua aliança e montam seus próprios exército. |                                                         |              |                                                              |                         |                                |
| 10 | "No Place Like Home" "Não Há Lugar Como Nosso Lar"      | Tarsem Singh | Josh Carlebach e David Schulner                              | 3 de Março de 2017      | 2.87                           |
| Ozma e a Bruxa do Oeste conquistam a Cidade das Esmeraldas. Ozma é coroada como rainha e exige a presença do homem com a máscara de leão. Eammon se rende e afirma que matou os pais de Ozma a mando do Mágico, mas não conseguiu matar Ozma, porque ela o lembrou de sua filha. Eammon vergonhosamente admite que ele é um covarde e está disposto a aceitar qualquer punição. Ozma chama sua família e remove suas lembranças para que eles não mais o reconheçam Eammon como pai. Ela também o obriga a vaguear Oz na pele de uma besta. Enquanto isso Jack e Jane se dirigem ao acampamento do Mágico para matá-lo. O Mágico diz que se ele morrer Jane nunca mais verá sua filha. Glinda e seu exército atacam o acampamento do Mágico. Dorothy e Glinda se enfrentam. Glinda convoca Silvie que use seu poder para destruir o Gigante de Pedra. |                                                         |              |                                                              |                         |                                |